# Alboglossiphonia conjugata
Alboglossiphonia conjugata (лат.) — вид плоских пиявок (Glossiphoniidae).

## Название
Родовое название Alboglossiphonia образовано от названия близкого рода Glossiphonia (ранее их объединяли) и лат. albus «белый» (для представителей этого рода характерна светлая окраска тела).
Видовой эпитет conjugata переводится с латыни как «соединённая».

## Описание
Общая длина голотипа Alboglossiphonia conjugata составляет 9,1 мм, максимальная ширина 2,8 мм. Тело листообразное, яйцевидно-ланцетное, уплощённое в спинно-брюшном направлении. Головной конец обособлен от тела неглубокой перетяжкой (сегмент V). Края тела с мелкими зазубринами. На поверхности имеются очень маленькие, почти плоские сосочки, сгруппированные в три пары продольных рядов. Кроме того, на каждом кольце присутствует 16 более крупных сосочков. Брюшная сторона тела более гладкая, покрыта лишь небольшими и менее многочисленными сосочками.
Окраска тела зеленовато-коричневая, с поперечнополосатым узором на спинной стороне тела, образуемым хроматофорами. Брюшная сторона тела светлая, однотонная.
Тело сегментированное. Первый сегмент прирастает к простомиуму. Сегменты II и XXVI—XXVII состоят из 1 кольца, сегменты III—IV и XXV — из двух колец, сегменты VI—XXIV — из трёх колец. Сегмент V расчленяется на 3 кольца со спинной стороны тела и на 2 — с брюшной.
На переднем конце тела имеется три пары глаз, глаза передней пары (сегмент IV) имеют самые маленькие пигментные бокалы и сближены. Глаза второй и третьей (сегмент V) пар разделены бо́льшим расстоянием, притом с каждой стороны сливаются глаз второй и глаз третьей пары, так что суммарно обычно различимы только 4 глазных пятна.
Имеется толстый мускулистый хоботок, занимающий в длину около 5 сегментов. Желудок с 7 парами карманов (отростков), передние 6 из которых двулопастные, последняя существенно удлинённая и образует 5—6 лопастей. Кишечник с 4 парами коротких неветвистых карманов.
Нефридиопоры располагаются на сегментах VIII—X и XIV—XXIV, всего их 14 пар.
Гермафродиты. Имеются семенной и яйцевой мешки. Мужское и женское половые отверстия (гонопоры) разделены 1 кольцом (расположены на XII сегменте). Семенных мешков 6 пар.

## Образ жизни
Эктопаразит, питается соками пресноводных брюхоногих моллюсков.

## Распространение
Alboglossiphonia conjugata обнаружена на территории ЮАР и Намибии, наиболее многочисленна на северо-западной границе ареала. Предполагается возможность нахождения вида также на территории сопредельных стран: Анголы, Ботсваны, Замбии, Зимбабве, Мозамбика.

## Таксономия
Изначально вид был описан Остхёйзеном в составе рода Batracobdella на основании наличия 7 пар карманов желудка. В дальнейшем, однако, вид был перенесён в род Alboglossiphonia.
Молекулярные данные отсутствуют. На основании морфологических и зоогеографических соображений, сближается с такими видами, как Alboglossiphonia australiensis, Alboglossiphonia intermedia, Alboglossiphonia mesembrina, Alboglossiphonia multistriata, Alboglossiphonia novaecaledoniae. В частности, для всех этих видов характерно наличие 1 кольца между гонопорами и распространение в Африке, Австралии и Южной Америке.
Голотип хранится в Музее естественной истории (Лондон).